# Inocência
Inocência es un municipio brasileño ubicado en el estado de Mato Grosso do Sul. Tiene una población estimada, en 2021, de 7566 habitantes.
Fue fundado el 4 de abril de 1959.
Está situado a una altitud de 502 m s. n. m. y posee una superficie de 5761.19 km².
Dista 337 km de la capital estatal, Campo Grande. Limita al norte con los municipios de Paranaíba y Cassilândia, al sur con Água Clara, al este con Três Lagoas y Selvíria y al oeste con el municipio de Camapuã.